# Tyne and Wear
Tyne and Wear (pronuncia [ˌtaɪn ənd ˈwɪər]) è una contea metropolitana dell'Inghilterra del nord-est.

## Geografia fisica
La contea confina a nord e a ovest con il Northumberland, a est si affaccia sul Mare del Nord, a sud confina con la contea di Durham.
Il territorio è pianeggiante e in parte ondulato. È praticamente diviso in due dal fiume Tyne che scende dai Pennini e forma un ampio estuario. A sud il territorio è solcato dal fiume Wear che sfocia nel Mare del Nord a una decina di chilometri a sud del Tyne. Il territorio è fortemente urbanizzato. La città maggiore è Newcastle upon Tyne, posta sulla riva settentrionale dell'estuario del Tyne a ovest del borough del North Tyneside. Sulla riva sud si trovano il borough del South Tyneside e Gateshead. Sull'estuario del Wear sorge Sunderland.

## Storia e divisione amministrativa
La contea è nata in attuazione del Local Government Act del 1972. A seguito dell'abolizione del consiglio di contea nel 1986 molte delle sue funzioni sono passate ai borough. La contea è continuata ad esistere per funzioni cerimoniali. Essa è divisa nei seguenti borough: Gateshead, Newcastle, North Tyneside, South Tyneside e City of Sunderland. L’inefficienza di tale sistemazione sta facendo evolvere più di un’esperienza di autorità unitaria, in particolare l’esperienza del North of Tyne ha riunito Newcastle con la sua contea storica della Northumbria tanto da eleggere un unico sindaco metropolitano.

### Suddivisioni
|  | 1. Gateshead 2. Newcastle 3. North Tyneside 4. South Tyneside 5. Sunderland |

## Città principali
- Borough di Gateshead

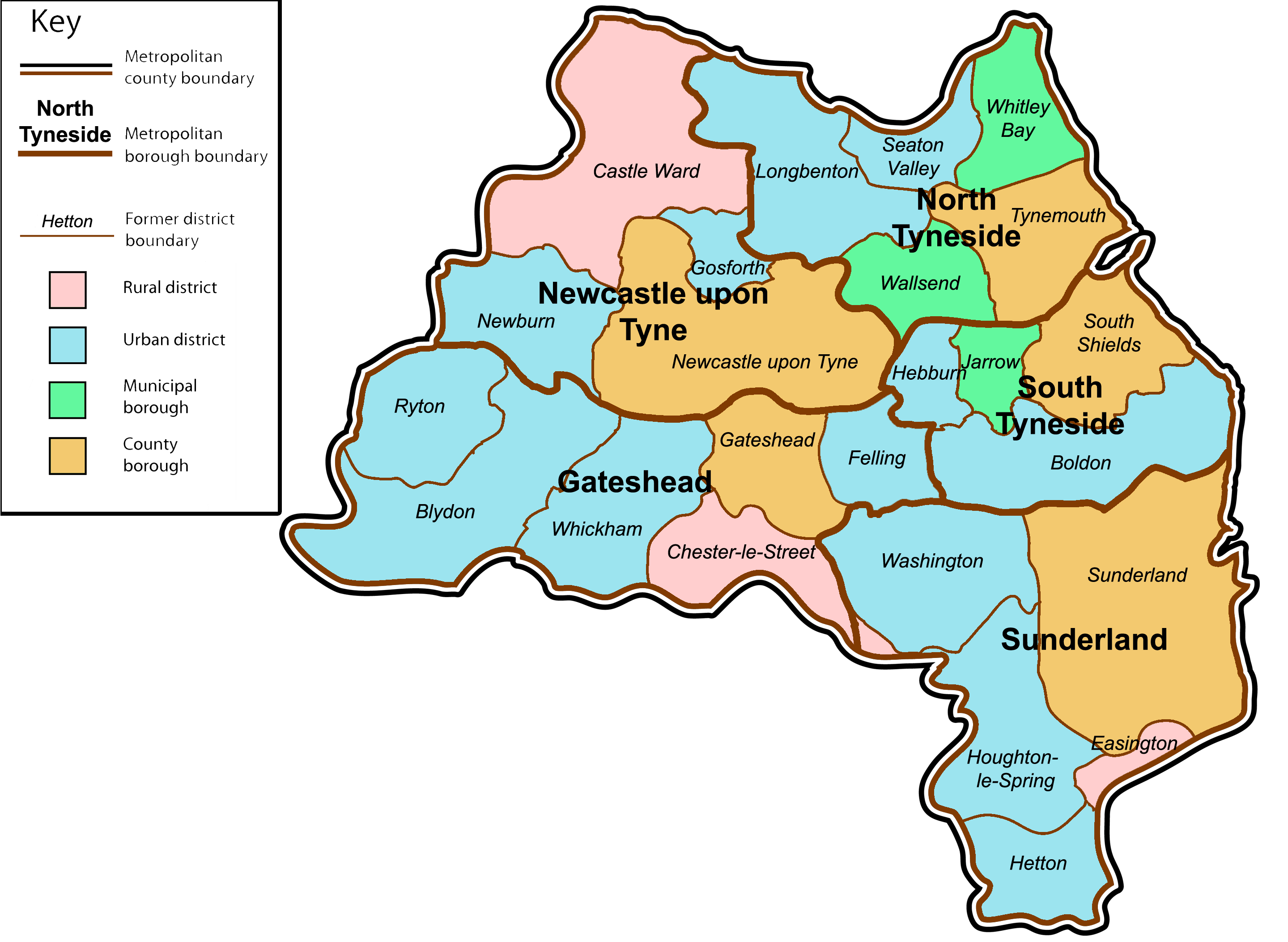
Formazione della contea nel 1974

  - Blaydon, Gateshead, Rowlands Gill, Ryton, Whickham
- Newcastle
  - Byker, Dudley, Gosforth, Newcastle upon Tyne, Throckley, Walker
- Borough del North Tyneside
  - Backworth, Cullercoats, Dinnington, Earsdon, Kenton, Killingworth, Longbenton, Monkseaton, North Shields, Shiremoor, Tynemouth, Wallsend, Whitley Bay
- Borough del South Tyneside
  - Boldon, Cleadon, Hebburn, Jarrow, Marsden, South Shields, Whitburn, Whitburn Colliery
- Sunderland
  - Castletown, Hetton-le-Hole, Houghton-le-Spring, Ryhope, Sunderland, Washington

## Monumenti e luoghi d'interesse
- Gateshead

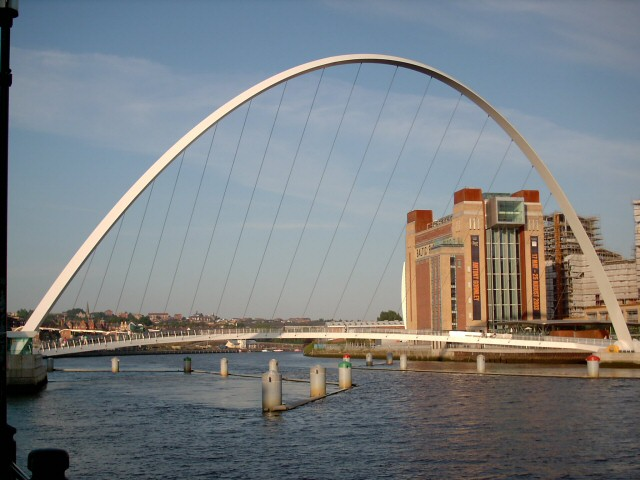
Vista del ponte di Gateshead da Newcastle

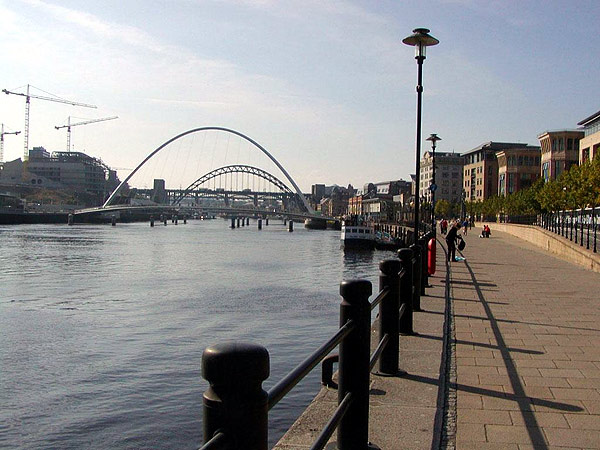
Vista dei ponti di Newcastle

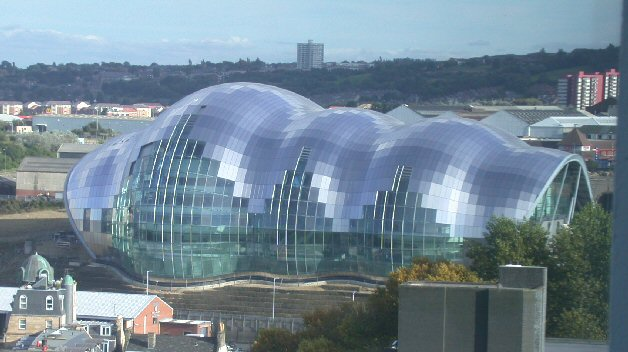
Il Sage Gateshead visto dal centro di Newcastle

- - Angelo del Nord, scultura moderna di acciaio di 20 metri di altezza.
  - BALTIC Centre for Contemporary Art, galleria d'arte contemporanea ospitata in un ex edificio industriale.
  - Gateshead Millennium Bridge, ponte pedonale e ciclabile che collega Gateshead con Newcastle, inaugurato nel 2001.
  - Gibside, residenza con giardini settecenteschi.
  - The Sage Gateshead, auditorium per le esecuzioni musicali progettato da Norman Foster.
- Newcastle 
  - Discovery Museum
  - Vallo di Adriano, Patrimonio dell'umanità UNESCO.
  - Hancock Museum, museo di storia naturale.
  - Jesmond Dene, parco pubblico
  - Newcastle Castle Keep, mastio realizzato tra il 1168 e il 1178.
  - St James' Park, stadio del Newcastle United F.C
- North Tyneside 
  - Segedunum, forte romano posto al margine orientale del Vallo di Adriano a Wallsend
  - St Mary's Island, piccola isola che ospita il faro di St Mary.
  - Priorato e castello di Tynemouth, rovine dell'abbazia e castello posto su di un promontorio a guardia dell'estuario del Tyne.
- South Tyneside 
  - Arbeia, forte romano, parzialmente ricostruito a South Shields.
  - Marsden Rock, formazione rocciosa sul Mare del Nord.
  - [Souter Point Lighthouse, faro del 1871 vicino al villaggio di Marsden.
- Sunderland
  - Museum and Winter Gardens, museo e giardini della città di Sunderland costruito come replica del Crystal Palace di Londra.
  - National Glass Centre
  - Sea to Sea Cycle Route, una delle più popolari piste ciclabili inglesi che attraversa i Pennini e il Peak District.
  - Stadium of Light, stadio del Sunderland
  - Northen Gallery for Contemporary Art, galleria d'arte contemporanea inaugurata nel 1995.
  - WWT Washington, riserva di zona umida ricca di uccelli.